# JVG

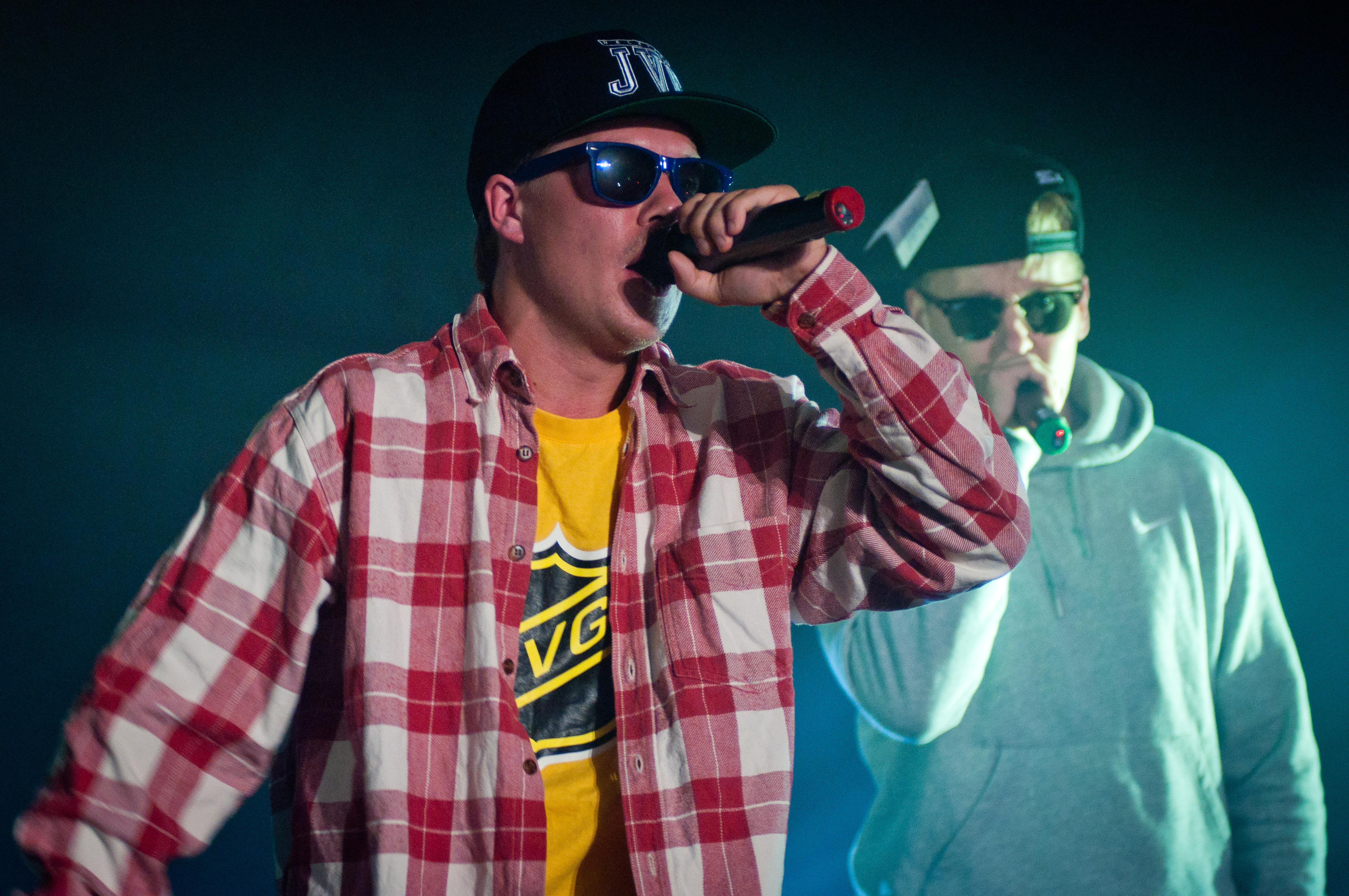
JVG (2011)

JVG, ursprünglich bekannt als Jare & VilleGalle, sind ein finnisches Rap-Duo aus Helsinki.

## Geschichte
Die beiden Rapper Jare Brand und Ville-Petteri Galle schlossen sich 2009 als Duo unter dem Namen Jare & VilleGalle zusammen. Bereits mit ihrem ersten Album Mustaa kultaa hatten sie zwei Jahre später ihren Durchbruch. Es erreichte Platz 1 in den finnischen Charts und wurde mit einem Emma als bestes Hip-Hop-Album ausgezeichnet. Das Duo bekam den Preis für die Newcomer des Jahres. Mit Häissä hatten sie zugleich ihren ersten Nummer-eins-Hit in den Singlecharts.
Bereits 2012 folgte unter dem abgekürzten Namen JVG das zweite Album JVG.FI, das erneut die Chartspitze erreichte und mit Kran turismo, eine Zusammenarbeit mit dem Reggaemusiker Raappana, eine weitere Nummer-eins-Single brachte. Dies wiederholte sich zwei Jahre danach mit dem Album Voitolla yöhön und der Single Huominen on huomenna zusammen mit der Pop-Idol-Sängerin Anna Abreu.
2015 erschien das Album 247365. Obwohl sie damit erstmals Platz 1 verpassten, war es kaum weniger erfolgreich als die Vorgänger. Vier Albumsongs kamen in die Top 3 der Singlecharts und der Nummer-eins-Hit Tarkenee war der meistgestreamte Song des Jahres. JVG bekamen den Emma-Award als Band des Jahres und den MTV-Award als erfolgreichste finnische Interpreten.
Im selben Jahr nahm Ville Galle an Vain elämää teil, der finnischen Version von Sing meinen Song. Mit Lähtisitkö, einer Coverversion eines Lieds von Pave Maijanen, hatte er einen eigenen Nummer-eins-Hit, bei dem er von der Sängerin und Schauspielerin Sanni unterstützt wurde. 2013 hatte er bereits einmal ohne seinen Partner eine erfolgreiche Aufnahme gemacht: Er unterstützte den Rapper Sini Sabotage bei dessen Nummer-eins-Hit Levikset repee.

## Mitglieder
- Jare Joakim Brand (* 8. Oktober 1987)
- Ville-Petteri Galle (* 4. Oktober 1987)

## Diskografie

### Alben
| Jahr | Titel           | Höchstplatzierung, Gesamtwochen, AuszeichnungChartsChartplatzierungen (Jahr, Titel, Platzierungen, Wochen, Auszeichnungen, Anmerkungen) | Anmerkungen                                                |
| Jahr | Titel           | FI | Anmerkungen                                                |
| ---- | --------------- | --- | ---------------------------------------------------------- |
| 2011 | Mustaa kultaa   | FI1 Gold · (22 Wo.)FI | Erstveröffentlichung: 27. April 2011 als Jare & VilleGalle |
| 2012 | JVG.FI          | FI1 (21 Wo.)FI | Erstveröffentlichung: 30. Mai 2012                         |
| 2014 | Voitolla yöhön  | FI1 Gold · (49 Wo.)FI | Erstveröffentlichung: 28. Februar 2014                     |
| 2015 | 247365          | FI2 Gold · (108 Wo.)FI | Erstveröffentlichung: 10. September 2015                   |
| 2017 | Popkorni        | FI1 (112 Wo.)FI | Erstveröffentlichung: 8. Dezember 2017                     |
| 2019 | Rata/raitti     | FI1 (205 Wo.)FI | Erstveröffentlichung: 14. Juni 2019                        |
| 2022 | Mun tapa pelata | FI1 (48 Wo.)FI | Erstveröffentlichung: 7. Oktober 2022                      |

### Singles
| Jahr | Titel Album                                                       | Höchstplatzierung, Gesamtwochen, AuszeichnungChartsChartplatzierungen (Jahr, Titel, Album, Platzierungen, Wochen, Auszeichnungen, Anmerkungen) | Anmerkungen                                                                                         |
| Jahr | Titel Album                                                       | FI | Anmerkungen                                                                                         |
| --- | ----------------------------------------------------------------- | --- | --------------------------------------------------------------------------------------------------- |
| 2011 | Nelisilmä Mustaa kultaa                                           | FI17 (2 Wo.)FI | Erstveröffentlichung: 28. Februar 2011 als Jare & VilleGalle featuring Heikki Kuula                 |
| 2011 | Häissä Mustaa kultaa                                              | FI1 Gold · (18 Wo.)FI | als Jare & VilleGalle                                                                               |
| 2011 | Mitä sä siit tiiät (heeeyyy) Mustaa kultaa                        | FI18 (1 Wo.)FI | Erstveröffentlichung: 3. Oktober 2011 featuring Ruudolf & Karri Koira                               |
| 2012 | Karjala takaisin jvg.fi                                           | FI5 (6 Wo.)FI | Erstveröffentlichung: 16. April 2012 featuring Freeman                                              |
| 2012 | Kran turismo jvg.fi                                               | FI1 Gold · (20 Wo.)FI | Erstveröffentlichung: 14. Mai 2012 featuring Raappana                                               |
| 2013 | Voitolla yöhön                                                    | FI3 (14 Wo.)FI | Erstveröffentlichung: 29. November 2013                                                             |
| 2014 | Huominen on huomenna Voitolla yöhön                               | FI1 (12 Wo.)FI | Erstveröffentlichung: 7. Februar 2014 featuring Anna Abreu                                          |
| 2014 | Etenee Voitolla yöhön                                             | FI11 (8 Wo.)FI | Erstveröffentlichung: 18. Juli 2014 featuring Pete Parkkonen                                        |
| 2015 | Mauton jasso 247365                                               | FI3 (10 Wo.)FI | Erstveröffentlichung: 30. Januar 2015                                                               |
| 2015 | Tuulisii 247365                                                   | FI3 (8 Wo.)FI | Erstveröffentlichung: 13. April 2015 featuring Pete Parkkonen                                       |
| 2015 | Tarkenee 247365                                                   | FI1 (16 Wo.)FI | Erstveröffentlichung: 10. Juli 2015                                                                 |
| 2015 | Paluu tulevaisuuteen –                                            | FI1 (10 Wo.)FI | Erstveröffentlichung: 31. Dezember 2015                                                             |
| 2016 | Hehkuu –                                                          | FI1 (16 Wo.)FI | Erstveröffentlichung: 13. Mai 2016                                                                  |
| 2016 | Mist sä tuut, part. 2 –                                           | FI4 (4 Wo.)FI | Erstveröffentlichung: 16. Dezember 2016                                                             |
| 2017 | Sitä säät mitä tilaat –                                           | FI1 (10 Wo.)FI | Erstveröffentlichung: 16. Februar 2017 featuring Ellinoora                                          |
| 2017 | Urheiluhullu –                                                    | FI3 (5 Wo.)FI | Erstveröffentlichung: 13. März 2017                                                                 |
| 2017 | Popkorni                                                          | FI1 (19 Wo.)FI | Erstveröffentlichung: 29. Dezember 2017                                                             |
| 2018 | Roska silmäs –                                                    | FI2 (9 Wo.)FI | Erstveröffentlichung: 6. Juli 2018 Tippa & JVG                                                      |
| 2018 | Mitä mä Malagas? Jano                                             | FI2 (6 Wo.)FI | Erstveröffentlichung: 17. August 2018 mit Gasellit                                                  |
| 2019 | Ikuinen vappu Rata/raitti                                         | FI1 (43 Wo.)FI | Erstveröffentlichung: 11. Februar 2019                                                              |
| 2019 | Frisbee Rata/raitti                                               | FI1 (11 Wo.)FI | Erstveröffentlichung: 31. Mai 2019                                                                  |
| 2019 | Rahan takii Vain elämää kausi 10                                  | FI8 (2 Wo.)FI | Erstveröffentlichung: 6. September 2019                                                             |
| 2019 | Rakastuit looseriin (Rakastuin mä looseriin) Vain elämää kausi 10 | FI2 (8 Wo.)FI | Erstveröffentlichung: 4. Oktober 2019                                                               |
| 2019 | Pintakaasulla –                                                   | FI2 (11 Wo.)FI | Erstveröffentlichung: 13. Dezember 2019                                                             |
| 2020 | Villi länsi –                                                     | FI1 (7 Wo.)FI | Erstveröffentlichung: 12. Juni 2020                                                                 |
| 2021 | Liike on lääke –                                                  | FI3 (4 Wo.)FI | Erstveröffentlichung: 6. August 2021                                                                |
| 2022 | Vamos Mun tapa pelata                                             | FI1 (15 Wo.)FI | Erstveröffentlichung: 7. Januar 2022                                                                |
| 2022 | Syssymmäl Mun tapa pelata                                         | FI13 (1 Wo.)FI | Erstveröffentlichung: 7. Januar 2022                                                                |
| 2022 | Niin siin vaan kävi –                                             | FI19 (1 Wo.)FI | Erstveröffentlichung: 1. April 2022 mit SMC Lähiörotat                                              |
| 2022 | Amatimies Mun tapa pelata                                         | FI1 (27 Wo.)FI | Erstveröffentlichung: 29. April 2022                                                                |
| 2022 | Viikonloppu Mun tapa pelata                                       | FI5 (3 Wo.)FI | Erstveröffentlichung: 29. April 2022                                                                |
| 2022 | Verkkareis Mun tapa pelata                                        | FI4 (10 Wo.)FI | Erstveröffentlichung: 1. Juli 2022 featuring Ege Zulu & Costi                                       |
| 2022 | Mun tapa pelata                                                   | FI16 (1 Wo.)FI | Erstveröffentlichung: 1. Juli 2022 featuring Gasellit, Gracias, Juno, Kube, Paperi T, Stepa & Särre |
| 2022 | Pojatki itkee Mun tapa pelata                                     | FI4 (2 Wo.)FI | featuring Lauri Haav                                                                                |
| 2023 | Purjeissa –                                                       | FI10 (2 Wo.)FI | Erstveröffentlichung: 3. Februar 2023 mit Samu Haber                                                |
| 2023 | Oisko tää täs –                                                   | FI5 (11 Wo.)FI | Erstveröffentlichung: 9. Juni 2023                                                                  |
| 2023 | Popinpelko –                                                      | FI31 (4 Wo.)FI | Erstveröffentlichung: 9. Juni 2023                                                                  |
| 2024 | Rallikansa –                                                      | FI1 (19 Wo.)FI | Erstveröffentlichung: 25. April 2024                                                                |
| 2025 | Tili tuli, tili meni –                                            | FI4 (7 Wo.)FI | Erstveröffentlichung: 10. Januar 2025                                                               |
| 2025 | Rehellisesti –                                                    | FI1 (… Wo.)FI | Erstveröffentlichung: 31. Januar 2025                                                               |
| 2025 | Ministerinpaikal –                                                | FI6 (9 Wo.)FI | Erstveröffentlichung: 14. März 2025                                                                 |
| 2025 | Kävi mitem kävi –                                                 | FI1 (… Wo.)FI | Erstveröffentlichung: 5. Juni 2025 feat. Emma & Matilda                                             |
| Folgende Lieder erschienen nicht als Single, wurden aber durch das Album zum Download und Streaming bereitgestellt und konnten somit eine Platzierung erlangen: |                                                                   | | |
| |                                                                   | | |
| 2015 | Takajeejee 247365                                                 | FI2 (8 Wo.)FI | featuring Evelina                                                                                   |
| 2017 | Älä jätä roikkuu Popkorni                                         | FI1 (15 Wo.)FI | |
| 2017 | Hombre Popkorni                                                   | FI3 (4 Wo.)FI | featuring Vesala                                                                                    |
| 2017 | Matti & Teppo Popkorni                                            | FI4 (6 Wo.)FI | |
| 2017 | Lähen menee Popkorni                                              | FI6 (2 Wo.)FI | featuring Reino Nordin                                                                              |
| 2017 | Kruunu tikittää Popkorni                                          | FI11 (1 Wo.)FI | featuring Tippa-T                                                                                   |
| 2017 | Tappiolla tappiin Popkorni                                        | FI12 (1 Wo.)FI | featuring Märkä Simo                                                                                |
| 2017 | En sun kaa Popkorni                                               | FI15 (1 Wo.)FI | |
| 2017 | Pitkät päällä Popkorni                                            | FI17 (1 Wo.)FI | |
| 2019 | Ehdottomasti ehkä Rata/raitti                                     | FI3 (4 Wo.)FI | |
| 2019 | Kalenterist tilaa Rata/raitti                                     | FI4 (9 Wo.)FI | featuring Evelina                                                                                   |
| 2019 | Lite bättre Rata/raitti                                           | FI5 (3 Wo.)FI | |
| 2019 | Netti ei unohda Rata/raitti                                       | FI7 (2 Wo.)FI | featuring Ibe                                                                                       |
| 2019 | Rata/raitti                                                       | FI8 (1 Wo.)FI | |
| 2019 | Spagettipyssyt Rata/raitti                                        | FI12 (1 Wo.)FI | |
| 2019 | Huoli pois Rata/raitti                                            | FI14 (1 Wo.)FI | featuring Pete Parkkonen                                                                            |
| 2019 | Häikäsee Rata/raitti                                              | FI16 (1 Wo.)FI | featuring Reino Nordin                                                                              |

### Gastbeiträge
| Jahr | Titel Interpreten                                                                       | Höchstplatzierung, Gesamtwochen, AuszeichnungChartsChartplatzierungen (Jahr, Titel, Interpreten, Platzierungen, Wochen, Auszeichnungen, Anmerkungen) | Anmerkungen                              |
| Jahr | Titel Interpreten                                                                       | FI | Anmerkungen                              |
| ---- | --------------------------------------------------------------------------------------- | --- | ---------------------------------------- |
| 2016 | Me ollaan ne, pt. 2 Cheek featuring Nikke Ankara, Elastinen, JVG, Kube & Pete Parkkonen | FI1 (6 Wo.)FI | Erstveröffentlichung: 3. März 2016       |
| 2017 | Swäg Antti Tuisku featuring JVG                                                         | FI5 (2 Wo.)FI | Erstveröffentlichung: 14. September 2017 |
| 2021 | Parempaa MD$ featuring JVG & William                                                    | FI2 (4 Wo.)FI | Erstveröffentlichung: 12. November 2021  |
| 2022 | Nallekarkit Mikael Gabriel featuring JVG                                                | FI2 (4 Wo.)FI | Erstveröffentlichung: 17. März 2022      |
| 2022 | Löylyä lissää Ramses II featuring JVG                                                   | FI13 (2 Wo.)FI | Erstveröffentlichung: 4. November 2022   |
| 2022 | Koko yö Fabe featuring JVG                                                              | FI3 (7 Wo.)FI |                                          |
| 2023 | Mitä näil korteil saa? Viivi featuring JVG                                              | FI5 (5 Wo.)FI | Erstveröffentlichung: 18. Mai 2023       |
| 2023 | Vielki hereillä Isac Elliot featuring JVG                                               | FI8 (8 Wo.)FI |                                          |
| 2023 | Smash Baby Tippa featuring JVG                                                          | FI26 (2 Wo.)FI | Erstveröffentlichung: 4. August 2023     |

### Remix
| Jahr | Titel Album               | Höchstplatzierung, Gesamtwochen, AuszeichnungChartsChartplatzierungen (Jahr, Titel, Album, Platzierungen, Wochen, Auszeichnungen, Anmerkungen) | Anmerkungen                |
| Jahr | Titel Album               | FI | Anmerkungen                |
| ---- | ------------------------- | --- | -------------------------- |
| 2022 | Edamame (JVG x NCO Remix) | FI2 (8 Wo.)FI | Bbnos featuring Rich Brian |

## Auszeichnungen
- MTV Europe Music Awards 2015: Beste finnische Musiker
- Emma:
  - 2011: Newcomer des Jahres, bestes Hiphop-/Elektronik-Album des Jahres (Mustaa kultaa)
  - 2014: Bestes Hiphop-Album des Jahres (Voitolla yöhön)
  - 2015: Band des Jahres, meistgestreamter Song des Jahres (Tarkenee)